# Diane Warren
Diane Eve Warren (Van Nuys, Californië, Verenigde Staten, 7 september 1956) is een Amerikaans songwriter van popmuziek. In haar carrière werd ze zesmaal genomineerd voor een Academy Award, vijfmaal voor een Golden Globe (waarvan ze er één won) en zevenmaal voor een Grammy Award (waarvan ze er eveneens één won). In 2001 werd ze geïntroduceerd in de Songwriters Hall of Fame.

## Carrière
Warren vertelde Scott Simon (voor NPR) dat ze in de problemen kwam en wegliep van huis toen ze tiener was, maar terugkwam omdat ze haar kat zo miste. "Muziek heeft me gered", zei ze. Warren zei ook dat haar eigen moeder haar had gevraagd om haar droom van een carrière als songwriter op te geven om als secretaresse te gaan werken. Haar vader bleef echter in haar geloven. Ze schreef "Because You Loved Me" als een opdracht aan haar vader.
Haar eerste hit was "Solitaire, waarmee Laura Branigan op de 7de plaats kwam van de Pop Hitlijsten in de VS in 1983.
In 1997 haalde haar lied How do I live voor de film Con Air grote successen in de Verenigde Staten en Europa in een versie van LeAnn Rimes.
In 2009 schreef ze samen met Andrew Lloyd Webber het lied voor het Verenigd Koninkrijk voor het Eurovisiesongfestival.
In 2011 schreef ze een liedje, genaamd I Was Here, voor Beyoncé haar 4e album 4. Ze zei "This is one of my best songs" en vroeg Beyoncé of ze het wilde opnemen. Ze zei meteen ja.
- Bibsys: 1086370
- Bibliothèque nationale de France: cb142379287 (data)
- Gemeinsame Normdatei: 1193062640
- International Standard Name Identifier: 0000 0000 7841 1898
- Library of Congress Control Number: no95047997
- Nationale Bibliotheek van Letland: 000049027
- MusicBrainz: 68cff6ec-3751-4bd5-9254-f4a77fe7e08f
- Nationale Bibliotheek van Tsjechië: kv2008437627
- Nationale bibliotheek van Australië: 35814615
- Nationale Bibliotheek van Israël: 987007432638705171
- Nederlandse Thesaurus van Auteursnamen: 141629606
- Istituto Centrale per il Catalogo Unico: UBOV023881
- Trove: 1099837
- Virtual International Authority File: 84509560
- WorldCat: E39PBJqqt74kVBYRV8bK3VwXBP